# Routing Policy Specification Language
Die Routing Policy Specification Language (RPSL) ist eine Auszeichnungssprache, die unter anderem von Internet-Providern genutzt wird, um deren Router-Einstellungen zu beschreiben. RPSL wird ebenfalls von zahlreichen Whois-Datenbanken wie zum Beispiel RIPE verwendet. 
Mit Hilfe des Programms RtConfig ist es möglich, Router-Konfigurationsdateien anhand von RPSL-Daten automatisch zu generieren.
Eine Beschreibung von RPSL findet sich in RFC 2622.